# أزهار شريف
أزهار شريف، هي ممثلة مصرية بدأت نشاطها الفني في نهاية الخمسينيات وعملت في السينما والإذاعة وأدت أدواراً ثانوية مساعدة أدت في أغلبها دور الخادمة أو السيدة الشعبية، ومن أفلامها أبو حديد عام 1958، وفضيحة في الزمالك عام 1959 وقامت بدور شلبية الخادمة في فيلم وحيدة عام 1961 كما يمكن رؤيتها في دور بهية الخادمة في فيلم الحب كدة 1961.

## فيلموجرافيا
شاركت الممثلة أزهار شريف في 14 عمل، منها ثمان مسلسلات وخمسة أفلام ومسرحية واحدة.
| تسلسل | اسم العمل           | السنة | ملاحظات     |
| ----- | ------------------- | ----- | ----------- |
| 1     | العشرة جنيه         | -     | مسلسل إذاعي |
| 2     | وقفة العيد          | -     | مسلسل إذاعي |
| 3     | أشجع رجل في العالم  | -     | مسلسل إذاعي |
| 4     | جريمة في الإكسبريس  | -     | مسلسل إذاعي |
| 5     | صبيحة وعلام         | -     | مسرحية      |
| 6     | أبو حديد            | 1958  | فيلم        |
| 7     | سر طاقية الإخفاء    | 1959  | فيلم        |
| 8     | فضيحة في الزمالك    | 1959  | فيلم        |
| 9     | الحب كدة            | 1961  | فيلم        |
| 10    | شخصيات تبحث عن مؤلف | 1961  | مسلسل إذاعي |
| 11    | وحيدة               | 1961  | فيلم        |
| 12    | الطعام لكل فم       | 1964  | مسلسل إذاعي |
| 13    | مفتش المباحث        | 1968  | مسلسل       |
| 14    | الاعماق البشرية     | 1970  | مسلسل إذاعي |

## روابط خارجية
- أزهار شريف على موقع الدهليز
- أزهار شريف على موقع قاعدة بيانات الأفلام العربية